# Định mệnh anh và em
Định mệnh anh và em (Kung Ako'y Iiwan Mo, tiếng Anh:If You Leave Me, tựa phát hành quốc tế: Without you) là một bộ phim truyền hình nổi tiếng của Philippines phát sóng trên kênh ABS-CBN từ 16/04/2012 đến 16/11/2012, bộ phim đã đạt tỷ suất bạn xem đài cao nhất tại Philippines trong năm 2012.
Tại Việt Nam bộ phim được chiếu trên kênh TodayTV từ năm 2013 đến năm 2014.

## Nội dung chính
Câu chuyện phim xoay quanh hai nhân vật chính là đôi bạn thân từ thời thơ ấu, dần dần từ tình bạn chuyển thành tình yêu, số phận của họ phải đương đầu với khó khăn trong cuộc hôn nhân của mình cũng như cố gắng chuẩn bị cho cuộc sống khó khăn như là một người lao động ở nước ngoài với mong muốn cho cuộc sống hôn nhân và gia đình của họ tốt hơn.
Phim còn nói về số phận và cuộc sống của những người lao động Philippines tại nước ngoài, họ hàng ngày phải trải qua rất nhiều vất vả tại nước ngoài chỉ để đạt được ước mơ cải thiện cuộc sống cho gia đình và bản thân.
Bố của Paul (Jake Cuenca) và Sarah (Shaina Magdayao) đều là những người lao động Philippines tại nước ngoài để nuôi gia đình. Số phận và cuộc sống của hai người sẽ phải trải qua những thử thách và đôi khi phải đối diện những trở ngại mà bố mẹ của họ từng đối diện trong quá khứ về thể chất lẫn tinh thần. Hơn nữa, bức tranh tình yêu của họ còn có sự chen ngang của Mia - người yêu cũ của Paul. Cô ấy cũng sẽ đấu tranh cho tình yêu của mình. Mia và sự không chung thủy của Paul là nguyên nhân gây ra những rắc rối khi mà gia đình của họ và Sarah biết được rằng Mia đang mang thai đứa con của Paul. Đây chính là điều khiến cả cuộc sống của Paul và Mia lâm vào cảnh khốn cùng khi cả hai cuối cùng bị bắt giam trong tù. Sau Khi ra tù, Paul trở về nhà với Sarah ở Philippines,liệu mối quan hệ này sẽ kết thúc cho một cuộc hôn nhân thất bại hay là sẽ là có một cái kết thúc tốt đẹp hơn để bảo vệ cho cuộc hôn nhân của họ? Họ đã từng trải qua rất nhiều thử thách, và họ sẽ tiếp tục cố gắng để chứng minh cho cả thế giới biết rằng tình yêu có thể tha thứ và quên đi những sai lầm và tình yêu hoàn toàn có thể thay đổi một ai đó. Mối quan hệ của hai người sẽ đi đến hạnh phúc mà quên đi sự ám ảnh của Mia và sự giúp đỡ của kẻ nhu nhược Rino.

## Diễn viên

### Diễn viên chính
- Jake Cuenca - Paulino "Paul" Raymundo
- Shaina Magdayao - Sarah Trinidad-Raymundo
- Bangs Garcia - Mia Pedroso
- Ron Morales - Rino De Dios

### Diễn viên phụ
- Sandy Andolong - Belen Trinidad
- Gloria Diaz[6] - Elvie Raymundo
- Maria Isabel Lopez - Sonia Pedroso
- Dick Israel - Arturo "Atoy" Pedroso
- Liza Soberano - Claire Raymundo
- Aaron Junatas - Rap Raymundo
- Nikki Valdez - Joy
- Jojit Lorenzo - George
- Ronnie Lazaro - Cito
- Dianne Medina - Sandra
- Alyanna Angeles - Faith Raymundo
- Jillian Aguila - Macy Raymundo
- Joross Gamboa - Edward Santiago
- Dexie Daulat - Samantha "Sam" Santiago

### Diễn viên khách mời
- Isay Alvarez - Cynthia Reyes
- Eva Darren - Almira
- Lui Manansala - Minda
- Nanding Josef - Eddie
- Tiya Pusit - Conchita
- Xavi Hemady - Chris
- Nikki Bagaporo - Karen
- Ryan Bang - Leo
- Ivan Dorschner - Mark
- Johan Santos - Michael
- David Chua - Juan

### Sự xuất hiện đặc biệt
- Christopher De Leon[7] - Manny Raymundo
- Phillip Salvador - Roman Trinidad
- Paul Salas - Paul Raymundo lúc nhỏ
- Mariel Pamintuan - Sarah Trinidad lúc nhỏ
- Clarence Delgado - Rap Raymundo lúc nhỏ

oài

## Phát sóng tại nước ngoài
- Việt Nam: TodayTV (ngày 19/12/2013, với tựa đề phim là Định mệnh anh và em)